# Tomás De Vincenti
Tomás Sebastián De Vincenti (ur. 9 lutego 1989 w Buenos Aires) – argentyński piłkarz, występujący na pozycji ofensywnego pomocnika. Obecnie zawodnik cypryjskiego klubu APOEL FC.

## Kariera klubowa

### PAS Janina
Urodzony w Buenos Aires De Vincenti został zauważony przez skautów PAS Janina podczas meczów juniorskich w CA Excursionistas, co zaowocowało jego pierwszym profesjonalnym kontraktem na cztery lata. Podczas swojego pobytu w Janinie, mimo młodego wieku był jedną z wiodących postaci w drodze do awansu do greckiej Superligi w 2011 roku, a także utrzymania w kolejnym roku. W sezonie 2012/2013 PAS Janina zajęła piąte miejsce w lidze, a De Vincenti był jednym z kluczowych graczy zaliczając 29 występów, w których zdobył 5 bramek.

### Olympiakos
De Vincenti podpisał trzyletni kontrakt z mistrzem Grecji Olympiakosem, tuż po zakończeniu play-offów w greckiej Superlidze. W swoim pierwszym sezonie w Olympiakos nie udało mu się znaleźć miejsca w pierwszym zespole i już 2 września 2013 roku został wypożyczony do końca roku do swojego poprzedniego zespołu PAS Janina.

### APOEL
3 stycznia 2014 r. De Vincenti dołączył do drużyny APOEL Nikozja, na zasadzie półrocznego wypożyczenia z Olympiakosu. Oficjalny debiut zaliczył w dniu 22 stycznia 2014 roku w wygranym 1:0 spotkaniu przeciwko AEL Limassol w Pucharze Cypru. W pierwszych dziewięciu meczach ligowych De Vincenti zdobył osiem goli. Pierwsze dwie ligowe bramki strzelił 1 lutego 2014 roku, w wygranym u siebie 3:0 spotkaniu z Ermisem Aradippou. Sezon zakończył się zdobyciem mistrzostwa kraju przez APOEL, a sam De Vincenti został wykupiony przez APOEL z Olympiakosu za kwotę 500 tysięcy Euro. W kolejnych latach jeszcze dwukrotnie zostawał mistrzem kraju z APOEL-em.

### Al Shabab (Dubaj)
11 sierpnia 2016 r. De Vincenti dołączył do Ash-Shabab występującego w UAE Pro League związując się trzyletnim kontraktem. Kwota transferu wyniosła 3 miliony Euro. Latem 2017 roku doszło do fuzji Ash-Shabab z Dubai CSC oraz Al Ahli Dubaj, aby zmienić nazwę klubu na Shabab Al-Ahli Dubaj.

### Powrót do APOELu
25 czerwca 2018 roku De Vincenti powrócił do swojego byłego klubu - APOEL FC, podpisując trzyletni kontrakt.

## Tytuły
APOEL
- Mistrzostwo Cypru (4): 2013/2014, 2014/2015, 2015/2016, 2018/2019
- Puchar Cypru (2): 2013/2014, 2014/2015